# بيت المهدي (أرحب)

تعديل مصدري - تعديل

بيت المهدي هي إحدى قرى عزلة شاكر بمديرية أرحب التابعة لمحافظة صنعاء، بلغ تعداد سكانها 354 نسمة حسب تعداد اليمن لعام 2004.